# クラシカ・サンセバスティアン
クラシカ・サンセバスティアン（Clasica Ciclista San Sebastian）とは、UCIワールドツアーに組み込まれる自転車プロロードレースの一つ。1981年から開催されている。
スペインのバスク州の都市サン・セバスティアンをスタートし、8の字の形に回って戻ってくるが、厳しい山岳で知られるバスク地方ゆえに非常にアップダウンの激しいコースレイアウトになっている。終盤に登場するハイスキベルの登りは8kmにわたって坂が続く勝負どころとなっている。優勝者には毎年ベレー帽が授与される。

## 歴代優勝者
| 年   | 優勝者                                                     | 国                                                         |
| ---- | ---------------------------------------------------------- | ---------------------------------------------------------- |
| 2025 | ジュリオ・チッコーネ                                       | イタリア                                                   |
| 2024 | マルク・ヒルシ                                             | スイス                                                     |
| 2023 | レムコ・エヴェネプール                                     | ベルギー                                                   |
| 2022 | レムコ・エヴェネプール                                     | ベルギー                                                   |
| 2021 | ニールソン・パウレス                                       | アメリカ合衆国                                             |
| 2020 | 新型コロナウイルス感染症の世界的流行 (2019年-)により未開催 | 新型コロナウイルス感染症の世界的流行 (2019年-)により未開催 |
| 2019 | レムコ・エヴェネプール                                     | ベルギー                                                   |
| 2018 | ジュリアン・アラフィリップ                                 | フランス                                                   |
| 2017 | ミハウ・クフャトコフスキ                                   | ポーランド                                                 |
| 2016 | バウク・モレマ                                             | オランダ                                                   |
| 2015 | アダム・イェーツ                                           | イギリス                                                   |
| 2014 | アレハンドロ・バルベルデ                                   | スペイン                                                   |
| 2013 | トニ・ガロパン                                             | フランス                                                   |
| 2012 | ルイス・レオン・サンチェス                                 | スペイン                                                   |
| 2011 | フィリップ・ジルベール                                     | ベルギー                                                   |
| 2010 | ルイス・レオン・サンチェス                                 | スペイン                                                   |
| 2009 | カルロス・バレード                                         | スペイン                                                   |
| 2008 | アレハンドロ・バルベルデ                                   | スペイン                                                   |
| 2007 | レオナルド・ベルタニョッリ                                 | イタリア                                                   |
| 2006 | シャビエル・フロレンシオ                                   | スペイン                                                   |
| 2005 | コンスタンティーノ・サバリャ                               | スペイン                                                   |
| 2004 | ミゲル・アンヘル・ペルディゲーロ                           | スペイン                                                   |
| 2003 | パオロ・ベッティーニ                                       | イタリア                                                   |
| 2002 | ローラン・ジャラベール                                     | フランス                                                   |
| 2001 | ローラン・ジャラベール                                     | フランス                                                   |
| 2000 | エリック・デッケル                                         | オランダ                                                   |
| 1999 | フランチェスコ・カサグランデ                               | イタリア                                                   |
| 1998 | フランチェスコ・カサグランデ                               | イタリア                                                   |
| 1997 | ダヴィデ・レベッリン                                       | イタリア                                                   |
| 1996 | ウード・ベルツ                                             | ドイツ                                                     |
| 1995 | ランス・アームストロング                                   | アメリカ合衆国                                             |
| 1994 | アルマン・ド・ラ・クエバス                                 | フランス                                                   |
| 1993 | クラウディオ・キアプッチ                                   | イタリア                                                   |
| 1992 | ラウル・アルカラ                                           | メキシコ                                                   |
| 1991 | ジャンニ・ブーニョ                                         | イタリア                                                   |
| 1990 | ミゲル・インドゥライン                                     | スペイン                                                   |
| 1989 | ゲルハルト・ツァドロビレック                               | オーストリア                                               |
| 1988 | ヘルトヤン・テュニス                                       | オランダ                                                   |
| 1987 | マリノ・レハレタ                                           | スペイン                                                   |
| 1986 | イニャキ・ガストン                                         | スペイン                                                   |
| 1985 | アドリ・ファン・デル・プール                               | オランダ                                                   |
| 1984 | ニーキ・リュッティマン                                     | スイス                                                     |
| 1983 | クロード・クリケリオン                                     | ベルギー                                                   |
| 1982 | マリノ・レハレタ                                           | スペイン                                                   |
| 1981 | マリノ・レハレタ                                           | スペイン                                                   |